# Trận Granicus
Trận Granicus (334 trước công nguyên) là trận đánh đầu tiên trong số ba trận chiến quan trọng giữa quân đội của Alexandros Đại đế và Đế quốc Ba Tư. Nó xảy ra ở Tây Bắc Tiểu Á, gần vị trí của thành Troia, tại nơi đây Alexandros đã đánh bại lực lượng của các phó vương Ba Tư ở Tiểu Á, trong đó có một lực lượng lớn lính đánh thuê Hy Lạp dẫn đầu bởi Memnon của Rhodes.
Trận chiến đã diễn ra trên con đường từ Abydos tới Dascylium (gần Ergili ngày nay, Thổ Nhĩ Kỳ), tại nơi vượt qua con sông Granicus (hiện nay là Biga Çayı).

## Bối cảnh
Sau khi vua Macedonia Philippos II bị ám sát, con ông ta là Alexandros đã mở cuộc xâm lược châu Á năm 334 trước Công nguyên.
Sau khi Alexander III lên ngôi vua của Macedonia sau cái chết của cha mình, việc đầu tiên ông làm là tiêu diệt tất cả các kẻ thù của mình và hành hình họ. Sau cái chết của Philip II, tại nhiều thành phố và quốc gia mà ông đã chinh phục đã muốn nổi loạn để đòi lại công lý và tự do trong đó có các quốc gia như lllyria, thracia và hy lạp. Nhận thấy ý đồ giành lại sự độc lập của họ ông nhanh chóng phản ứng, kiểm soát lại các quốc gia mà mình đã chinh phục trước khi họ có cơ hội để làm bất cứ điều gì. Sau khi kiểm soát lại mọi thứ và thiết lập mọi việc xong xuôi tại Macedonia, Alexander bắt đầu chuẩn bị cho cuộc chinh phục lớn tiếp theo của mình: cuộc xâm lược châu á. Trước trận Granicus, ông bỏ nhiệm vị tướng giàu kinh nghiệm của cha mình - Antipater làm nhiếp chính vương của Macedonia khi ông vắng mặt. Vào mùa xuân năm 334 trước Công Nguyên, Alexander Đại Đế chỉ đạo 32,000 bộ binh và 5,100 kị binh hành quân từ macedonia đến hellespont trong 20 ngày. Từ đây, quân đội Macedonia đụng độ vua Darius II nhưng Alexander Đại Đế đã không để cho bất kỳ đội quân nào có thể ngăn chặn đội quân của ông và cuộc chinh phục của mình, và do đó, người Macedonia đã đánh bại người Ba Tư.

## Sự bố trí của quân Ba Tư
Trước khi Alexander và quân độ của ông có thể vượt qua Hellespont, để tiến theo con đường tới Dascylium, các thống đố tỉnh Ba Tư và những người có quyền lực ở đây đã tập trung lực lượng của họ gồm 10,000 kị binh và 5,000 bộ binh tại thị trấn Zelea và quyết chiến trên bờ sông Granicus. Memnon – một tướng của đội ngũ đánh thuê người Hi Lạp bên phía Ba Tư- đã đưa ra một kế hoạch chống lại Alexander. Đó là tiêu thổ đốt cháy các cánh đồng và vật tư, rút lui trước khi Alexandros đến. Sau khi vượt qua một quãng đường dài hành quân, thiếu lương thực trước một trận chiến lớn, quân độ của Alexander sẽ gặp nhiều khó khăn. Nhưng các tướng lĩnh trấn thủ đã bác bỏ kế hoạch này do lòng tự tôn dân tộc và họ cũng không muốn phá hủy lãnh thổ của mình. Người ba tư đã chọn một kế hoạch gồm hai mục tiêu chính; thứ nhất đó là buộc quân đội của Alexander phải đóng quân tại một ví trí bất lợi; thứ hai họ phòng thủ ở một vị trí có thể hạn chế tối đa lợi thế của quân đội của Alexander (bộ binh). Với lợi thế từ Zelea tới sông Granicus của người Ba Tư sẽ gây trở ngại cho Alexander. Quân đội Macedonia sẽ khó có thể giữ vững đội hình 
Arrian, Diodorus, và Plutarch đều đề cập đến cuộc chiến, trong đó Arrian cung cấp nhiều chi tiết nhất.. Người Ba Tư đặt kỵ binh của họ ở phía trước bộ binh, và dàn quân bên bờ phải (phía đông) của sông.

## Trận đánh
Theo Arrian, người viết tiểu sử về Alexandros, quân đội của Alexandros đã chạm trán người Ba Tư vào ngày thứ ba của tháng 5 từ Abydos. Vị phó tổng tư lệnh của Alexanderos, Parmenion, đã đề nghị vượt thượng nguồn con sông và tấn công vào lúc bình minh ngày hôm sau, nhưng Alexandros quyết định tấn công ngay lập tức. Chiến thuật này khiến người Ba Tư mất cảnh giác. Hàng ngũ quân Macedonia đã dàn trận với đội hình Phalanx nặng ở giữa, và kỵ binh hai bên. Alexandros ở cùng với lực lượng chiến hữu kị binh bên cánh phải. Người Ba Tư dự kiến sẽ hướng tấn công chính sẽ đến từ vị trí của Alexandros và di chuyển các đơn vị từ trung tâm của họ đến bên sườn đó.
Cuộc chiến bắt đầu với một cuộc tấn công nhử của kỵ binh và bộ binh nhẹ từ bên trái quân Macedonia, từ phía Parmenion. Người Ba Tư đã củng cố rất nhiều bên đó, và cuộc tấn công nhử đã bị đẩy lùi trở lại, nhưng tại thời điểm đó, Alexandros dẫn đầu lực lượng chiến hữu kị binh trong đội hình mũi nhọn đột kích cổ điển, và phá vỡ trung tâm của hàng ngũ quân Ba Tư. Người Ba Tư phản kích với đội kị binh quý tộc, và các ghi chép cho thấy rằng trong lúc cận chiến, một số quý tộc cao cấp của Ba Tư đã bị giết bởi bản thân Alexandros hay vệ sĩ của ông, mặc dù Alexandros đã bị choáng váng bởi một cú đánh bằng rìu từ một nhà quý tộc Ba Tư tên là Spithridates. Trước khi viên quý tộc có thể lấy mạng ông, ông ta đã bị giết chết bởi Cleitos Đen. Alexandros nhanh chóng phục hồi.
Kỵ binh Macedonia sau đó tiến sang cánh trái và bắt đầu quây kỵ binh Ba Tư lại, mà đã giao chiến với phía bên trái của hàng ngũ quân Macedonia. Lực lượng kỵ binh Macedonia đã chọc thủng một lỗ trong hàng ngũ quân Ba Tư, và bộ binh Macedonia đã đột kích thông qua đó để tấn công lực lượng bộ binh yếu kém của Ba Tư ở phía sau. Lúc này, và với nhiều vị chỉ huy của họ đã chết, kị binh cả hai bên sườn của quân Ba Tư đã rút lui, và bộ binh đã bị bỏ rơi khi nó chạy trốn.
Tổng số thương vong cho quân Macedonia là giữa 300 và 400 người. Người Ba Tư đã có khoảng 1.000 kỵ binh và 3.000 bộ binh thiệt mạng, chủ yếu đã tháo chạy toán loạn. Các lính đánh thuê Hy Lạp, dưới sự chỉ huy của Memnon của Rhodes, người đã chiến đấu cho người Ba Tư, đã bị bỏ mặc sau khi kỵ binh rút chạy. Họ đã cố gắng để thương thảo một nền hòa bình với Alexandros nhưng không có kết quả. Như là kết quả tiếp theo, sau trận chiến Alexandros đã ra lệnh cho bộ binh của mình, cho đến thời điểm này không đóng vai trò trong trận chiến, tàn sát các lính đánh thuê. 18.000 lính đánh thuê đã thiệt mạng và 2.000 người bị biến nô lệ và gửi trở lại Macedonia. Ông còn đã gửi tặng 300 áo giáp Ba Tư tới Athens và được dành riêng trong đền Parthenon với dòng chữ "Alexandros, con trai của Philippos và người Hy Lạp, ngoại trừ người Lacedaemonia (Spartan), các chiến lợi phẩm từ những kẻ man rợ những kẻ sống ở châu Á "